# Elke Weber-Moore
Elke Weber-Moore (* 1964 in Marburg als Elke Weber) ist eine deutsche Filmregisseurin und Drehbuchautorin.

## Leben
Elke Weber-Moore studierte Germanistik, Politologie und Theaterwissenschaft an der Freien Universität Berlin. In diese Zeit fiel ein zweijähriger Aufenthalt in New York City am Hunter College. Nachfolgend war sie als Redakteurin, Kamera-, Regie- und Redaktions-Assistentin tätig. Ab 1992 wurde sie Regisseurin für Dokumentarfilme. 2002 erschien ihr Spielfilm Storno, für den sie für den Max-Ophüls-Preis nominiert wurde.
Die folgenden Jahre wurde sie als Synchronregisseurin und Dialogbuch-Autorin tätig, sowie als Autorin, Lektorin und Beraterin bei verschiedenen Filmproduktionen.
Elke Weber-Moore war mit dem Regisseur Eoin Moore verheiratet, die gemeinsamen Kinder Zoe Moore und Adrian Moore sind als Schauspieler tätig.

## Filmografie (Auswahl)
- 2002: Storno (Regie, Drehbuch)
- 2013: Doppelpass (Kurzfilm, Regie)
- 2013: The F-Word – Von wegen nur gute Freunde! (Dialogregie, Dialogbuch)
- 2013: Mr. May und das Flüstern der Ewigkeit (Dialogregie, Dialogbuch)
- 2015: Colonia Dignidad – Es gibt kein Zurück (Dialogbuch)
- 2015: Birnenkuchen mit Lavendel (Dialogbuch)
- 2015: Für immer Adaline (Dialogregie, Dialogbuch)
- 2017: Die Frau, die vorausgeht (Dialogregie, Dialogbuch)
- 2018: If Beale Street Could Talk (Dialogregie)
- 2019: Roads (Dialogbuch)
- 2022: Die Küchenbrigade (La Brigade, Dialogregie, Dialogbuch)